# カシモフ・タタール人
カシモフ・タタール人（カシモフ・タタールじん タタール語: qasıym tatarları, касыйм татарлары, самоназв. кәчим татарлары;  ロシア語: Касимовские татары）とは、ロシア連邦リャザン州カシモフに居住するヴォルガ・タタール人の一派。

## 概要
カシモフ・ハン国をルーツに持つ。ロシア連邦リャザン州カシモフに1,000人以上が住み、ミンザラ語（中部タタール語）を話す。別名は「ケチム・タタルラル」または「ケチム・ハルク」。